# Synodontis
 (juillet 2024).
Genre
Synodontis est un genre de poissons d'eau douce de la famille des Mochokidés que l'on retrouve en Afrique dans le fleuve Nil.

## Identification visuelle
Les espèces du genre Synodontis sp. peuvent être identifiées par une liste de critères visuels. Un seul de ces critères ou même deux ne permet aucune certitude, mais l’espèce peut tout de même appartenir au genre si tous les critères ne sont pas validés. 
- Un corps trapu et plus ou moins aplati dorso-ventralement
- Des barbillons buccaux
- Des nageoires très développées
- Certains rayons des nageoires transformés en épines contenant des composés venimeux et douloureux qui leur servent à se défendre. Ces épines se retrouvent notamment sur les pectorales et la première dorsale, et peuvent arborer de petites dents coupantes
- Une nageoire adipeuse bien développée et visible

## Synonymes
Il est fait parfois référence aux genres Brachysynodontis et Hemisynodontis qui sont des appellations non valides de Synodontis.
Espèces concernées :
- Brachysynodontis batensoda → Synodontis batensoda
- Hemisynodontis membranaceus → Synodontis membranaceus
- Hemisynodontis microps → Synodontis schall
- Hemisynodontis nigrita → Synodontis nigrita
- Hemisynodontis schall → Synodontis schall
- Hemisynodontis zambezensis → Synodontis zambezensis

## Liste des espèces

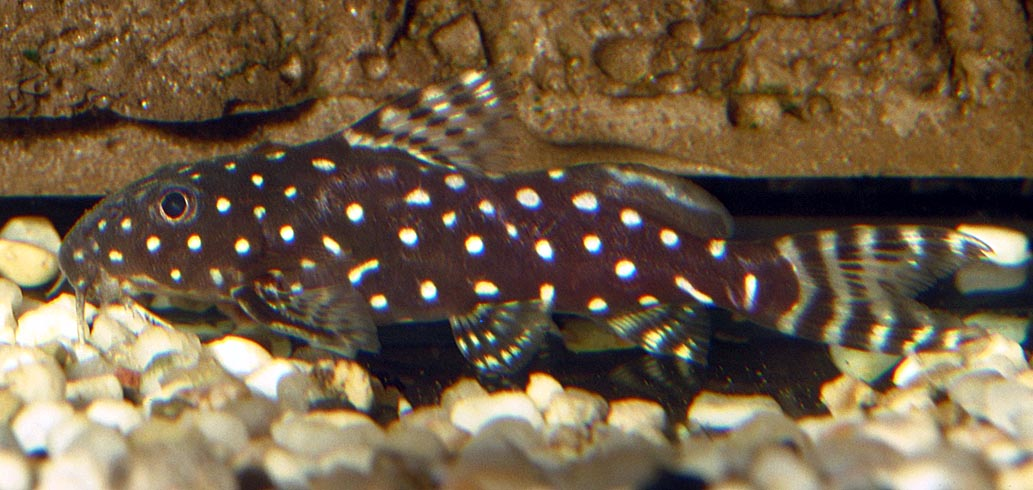
Synodontis angelicus

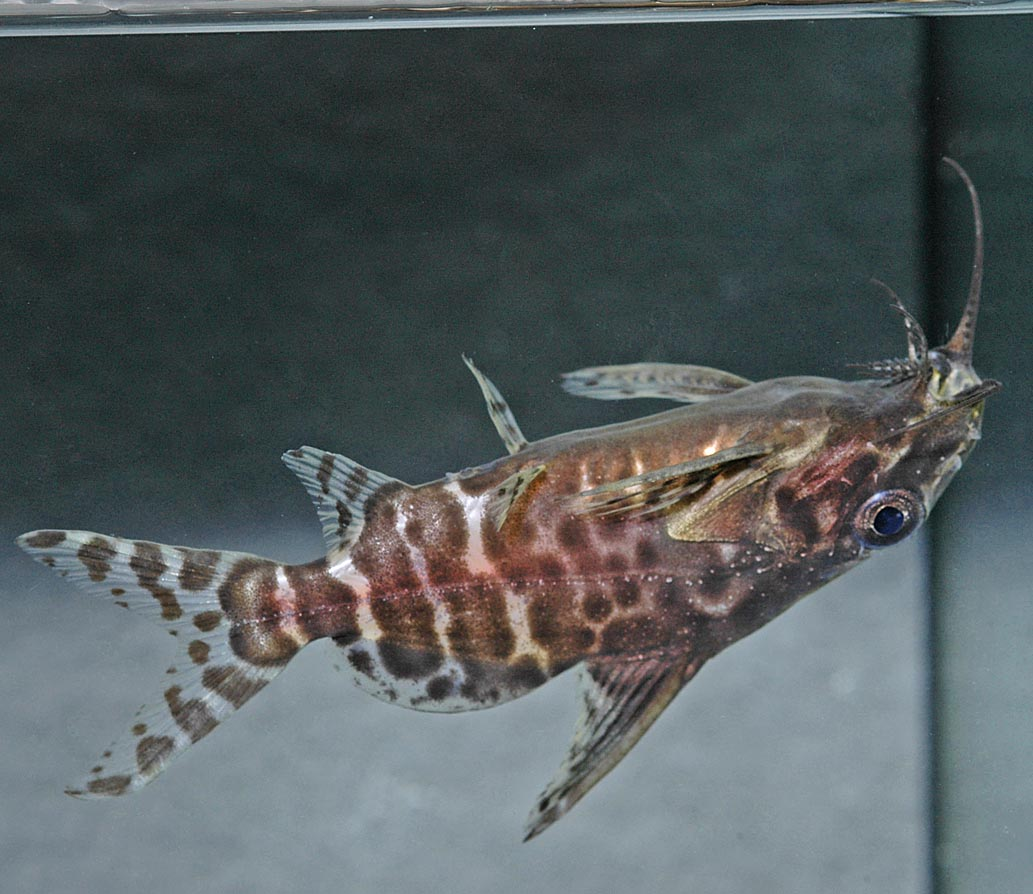
Synodontis batensoda

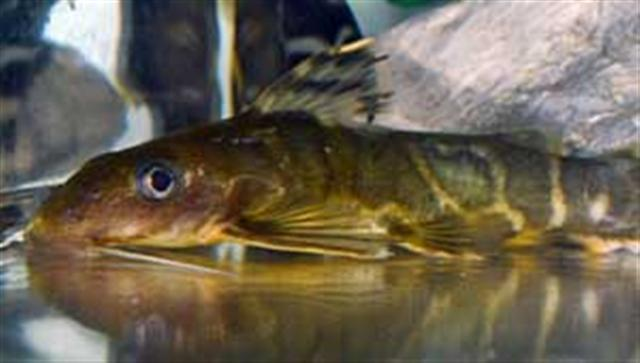
Synodontis brichardi

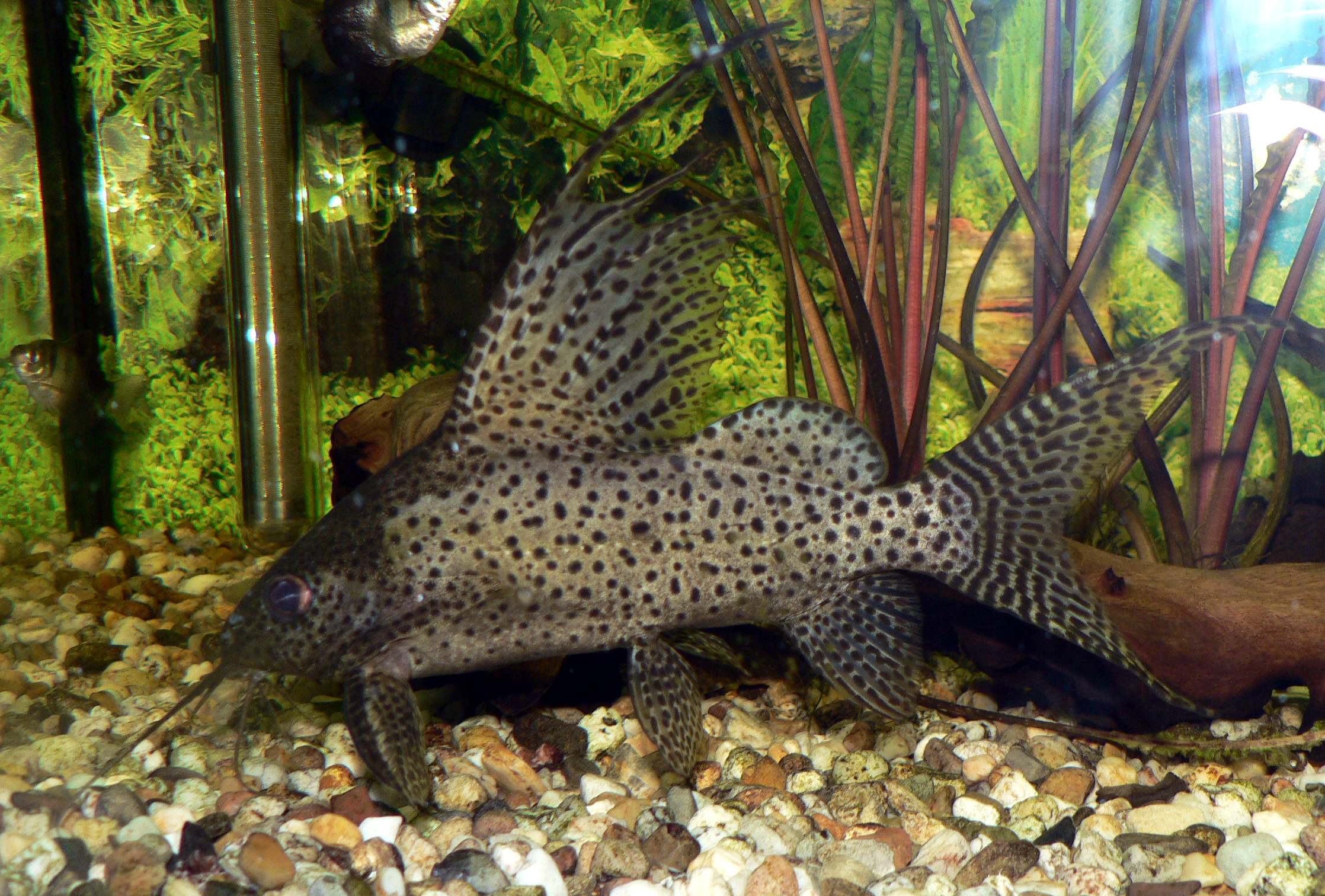
Synodontis eupterus

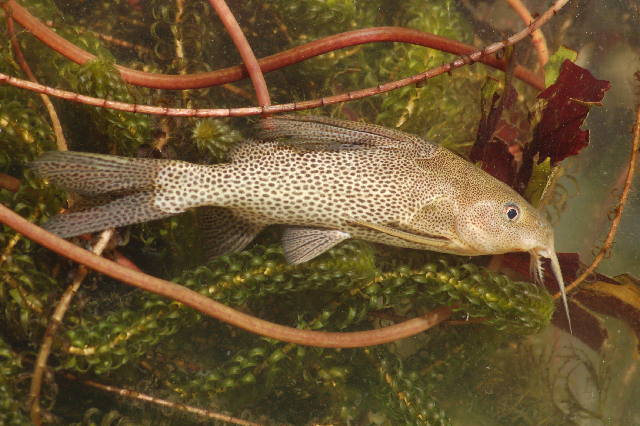
Synodontis leopardinus

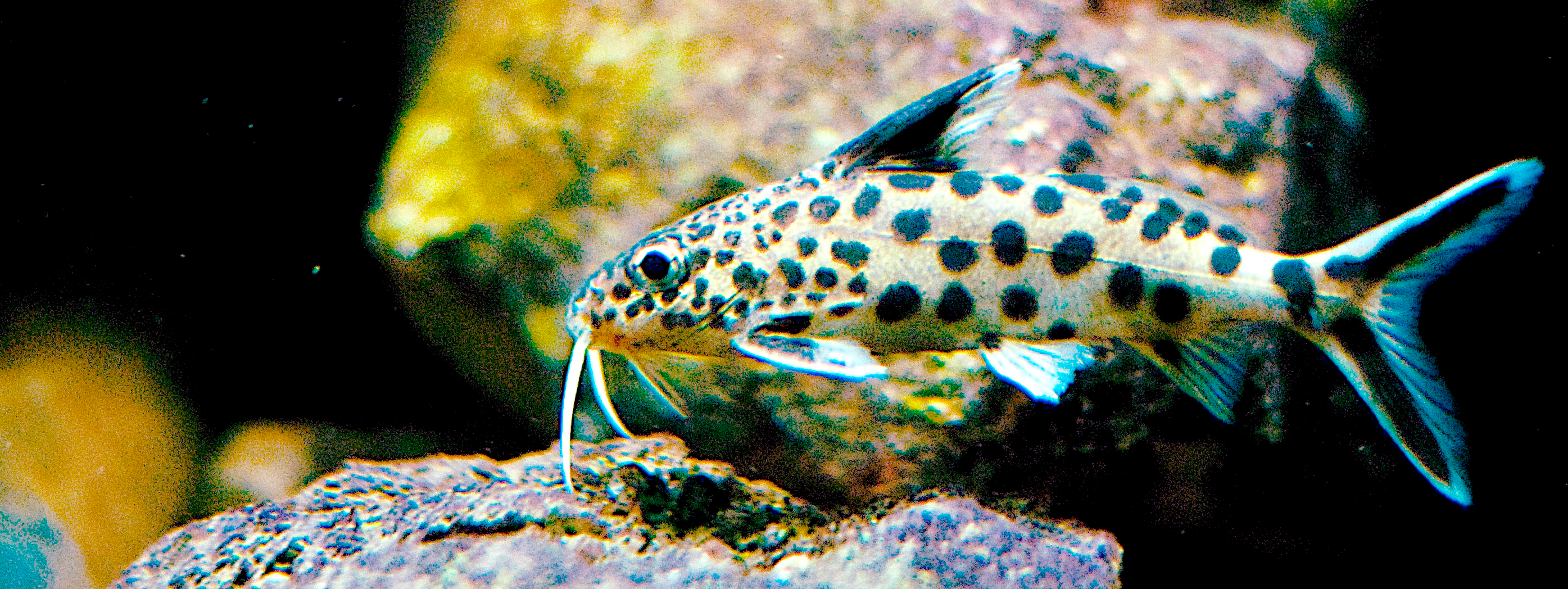
Synodontis multipunctatus

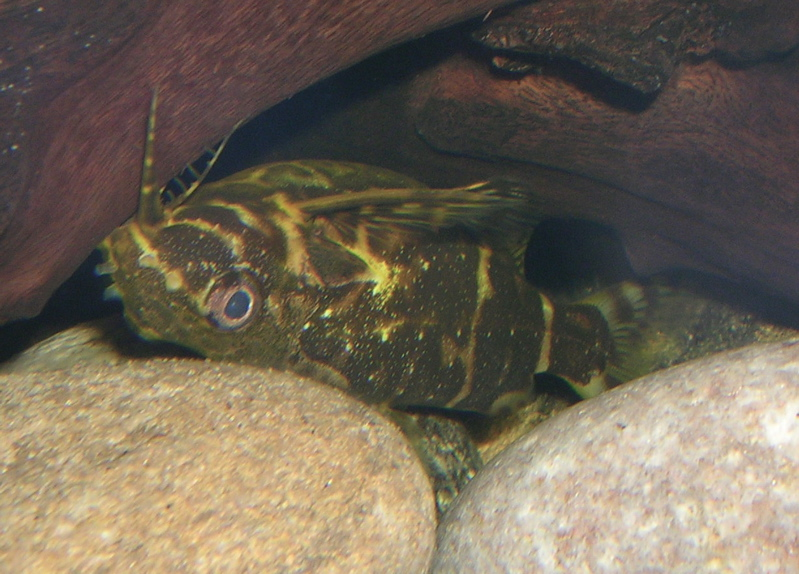
Synodontis sp

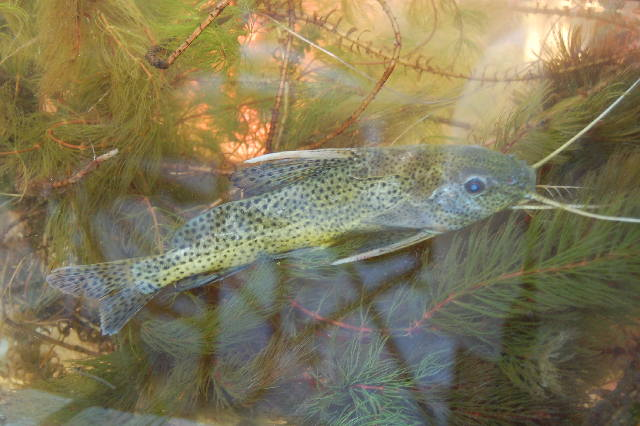
Synodontis nigromaculatus

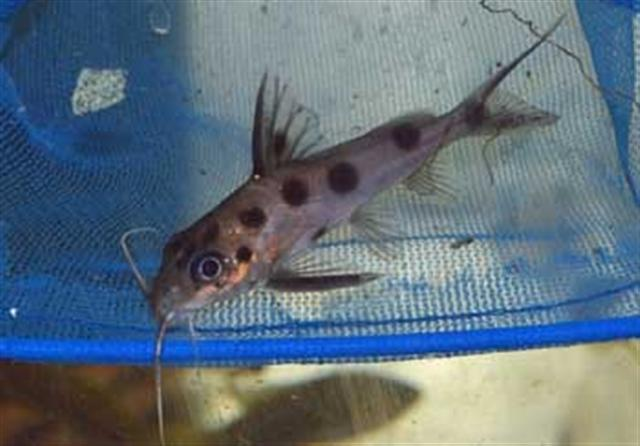
Synodontis notatus

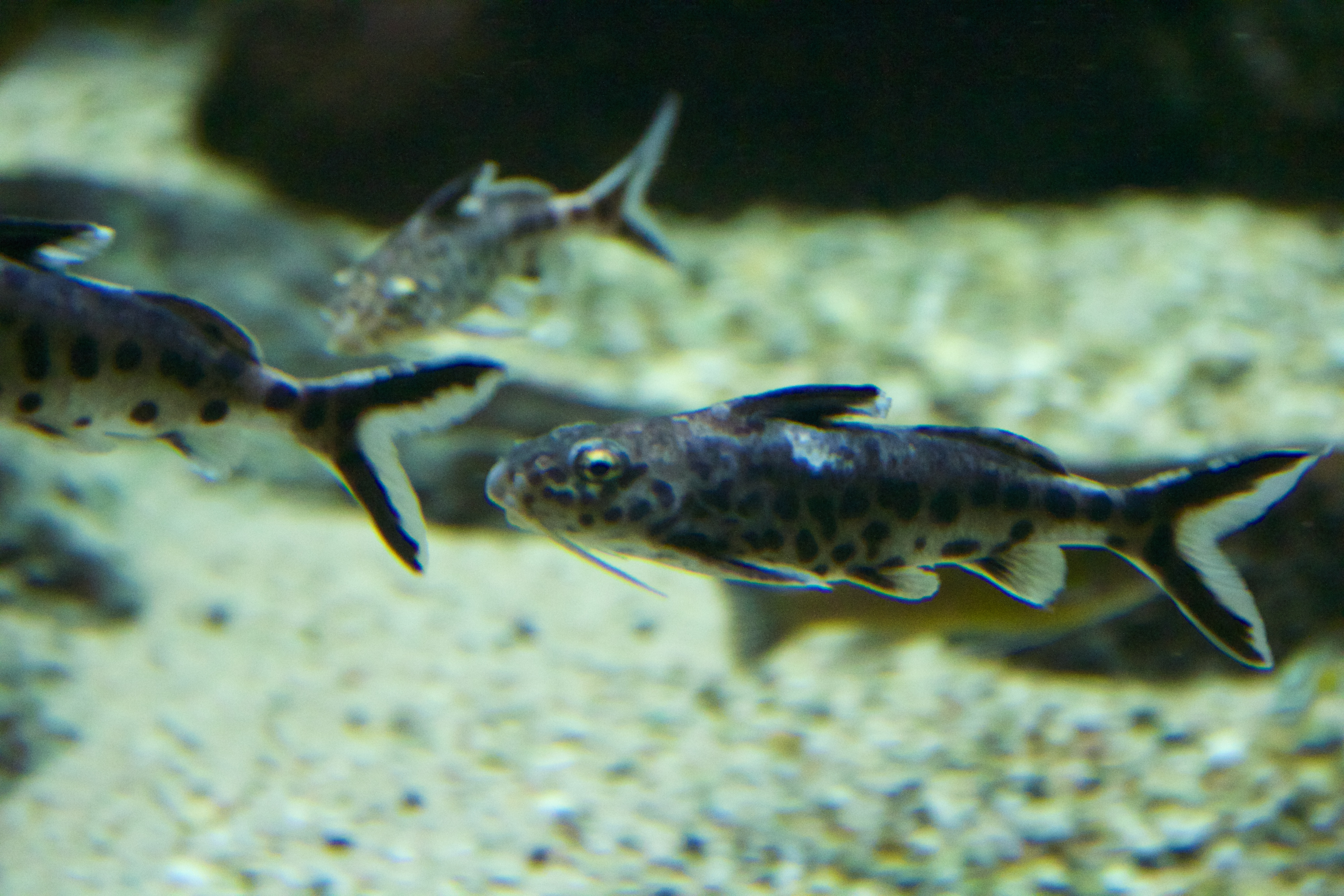
Synodontis petricola

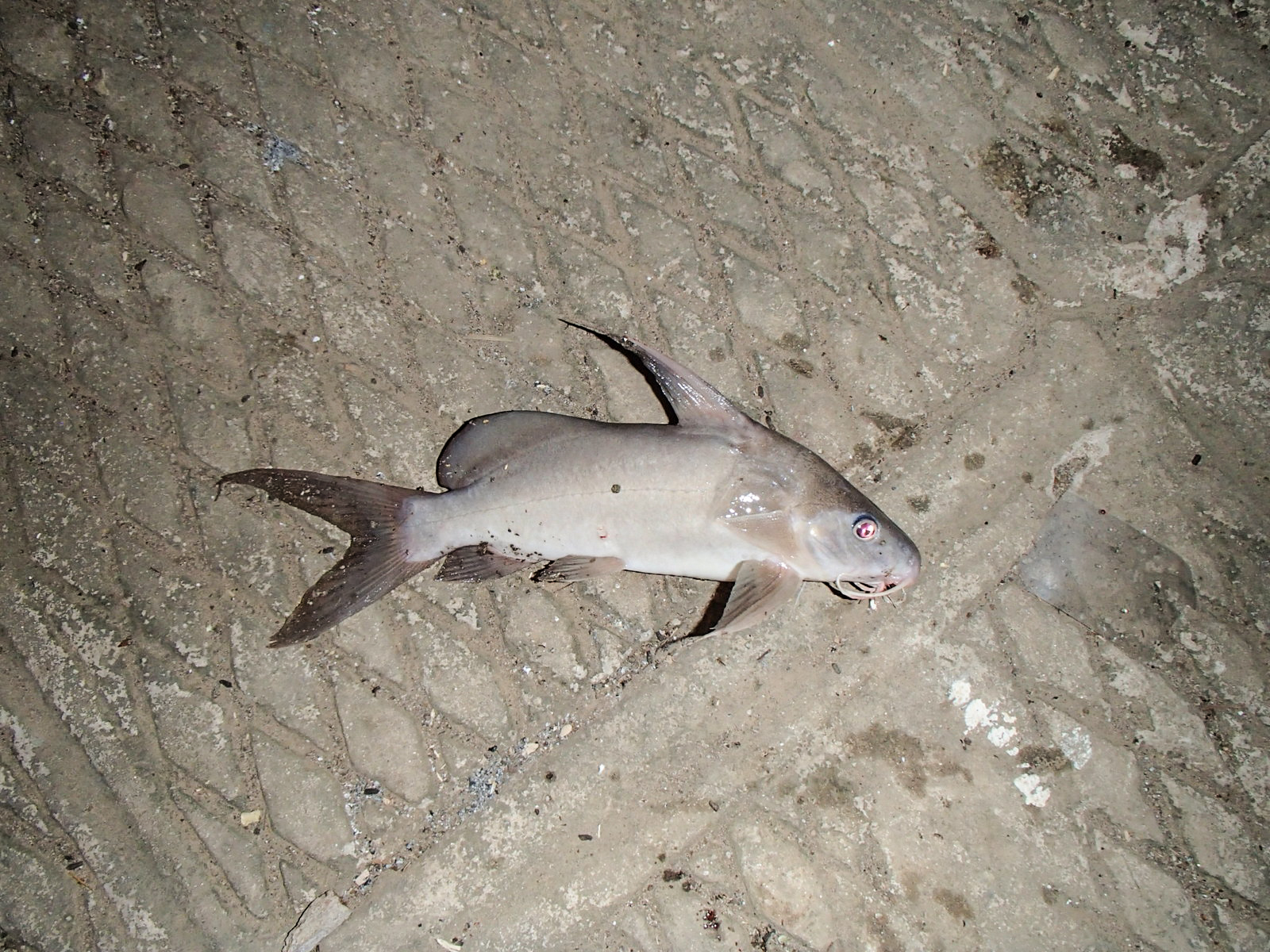
Synodontis schall

- Synodontis acanthomias Boulenger, 1899
- Synodontis afrofischeri Hilgendorf, 1888
- Synodontis alberti Schilthuis, 1891
- Synodontis albolineatus Pellegrin, 1924
- Synodontis angelicus Schilthuis, 1891
- Synodontis annectens Boulenger, 1911
- Synodontis ansorgii Boulenger, 1911
- Synodontis arnoulti Roman, 1966
- Synodontis aterrimus Poll et Roberts, 1968
- Synodontis bastiani Daget, 1948
- Synodontis batensoda Rüppell, 1832
- Synodontis batesii Boulenger, 1907
- Synodontis brichardi Poll, 1959
- Synodontis budgetti Boulenger, 1911
- Synodontis camelopardalis Poll, 1971
- Synodontis caudalis Boulenger, 1899
- Synodontis caudovittatus Boulenger, 1901
- Synodontis centralis Poll, 1971
- Synodontis clarias (Linnaeus, 1758)
- Synodontis comoensis Daget et Lévêque, 1981
- Synodontis congicus Poll, 1971
- Synodontis contractus Vinciguerra, 1928
- Synodontis courteti Pellegrin, 1906
- Synodontis cuangoanus Poll, 1971
- Synodontis decorus Boulenger, 1899
- Synodontis dekimpei Paugy, 1987
- Synodontis depauwi Boulenger, 1899
- Synodontis dhonti Boulenger, 1917
- Synodontis dorsomaculatus Poll, 1971
- Synodontis eupterus Boulenger, 1901
- Synodontis fascipinna Nichols et La Monte, 1953
- Synodontis filamentosus Boulenger, 1901
- Synodontis flavitaeniatus Boulenger, 1919
- Synodontis frontosus Vaillant, 1895
- Synodontis fuelleborni Hilgendorf et Pappenheim, 1903
- Synodontis gambiensis Günther, 1864
- Synodontis geledensis Günther, 1896
- Synodontis gobroni Daget, 1954
- Synodontis granulosus Boulenger, 1900
- Synodontis greshoffi Schilthuis, 1891
- Synodontis guttatus Günther, 1865
- Synodontis haugi Pellegrin, 1906
- Synodontis iturii Steindachner, 1911
- Synodontis katangae Poll, 1971
- Synodontis khartoumensis Gideiri, 1967
- Synodontis koensis Pellegrin, 1933
- Synodontis labeo Günther, 1865
- Synodontis laessoei Norman, 1923
- Synodontis leopardinus Pellegrin, 1914
- Synodontis leopardus Pfeffer, 1896
- Synodontis levequei Paugy, 1987
- Synodontis longirostris Boulenger, 1902
- Synodontis longispinis Pellegrin, 1930
- Synodontis lufirae Poll, 1971
- Synodontis macrophthalmus Poll, 1971
- Synodontis macrops Greenwood, 1963
- Synodontis macrostigma Boulenger, 1911
- Synodontis macrostoma Skelton et White, 1990
- Synodontis manni De Vos, 2001
- Synodontis marmoratus Lönnberg, 1895
- Synodontis matthesi Poll, 1971
- Synodontis melanopterus Boulenger, 1903
- Synodontis membranaceus (Geoffroy Saint-Hilaire, 1809)
- Synodontis multimaculatus Boulenger, 1902
- Synodontis multipunctatus Boulenger, 1898
- Synodontis nebulosus Peters, 1852
- Synodontis nigrita Valenciennes in Cuvier et Valenciennes, 1840
- Synodontis nigriventris David, 1936
- Synodontis nigromaculatus Boulenger, 1905
- Synodontis njassae Keilhack, 1908
- Synodontis notatus Vaillant, 1893
- Synodontis nummifer Boulenger, 1899
- Synodontis obesus Boulenger, 1898
- Synodontis ocellifer Boulenger, 1900
- Synodontis omias Günther, 1864
- Synodontis ornatipinnis Boulenger, 1899
- Synodontis ornatissimus Gosse, 1982
- Synodontis pardalis Boulenger, 1908
- Synodontis petricola Matthes, 1959
- Synodontis pleurops Boulenger, 1897
- Synodontis polli Gosse, 1982
- Synodontis polyodon Vaillant, 1895
- Synodontis polystigma Boulenger, 1915
- Synodontis pulcher Poll, 1971
- Synodontis punctifer Daget, 1965
- Synodontis punctulatus Günther, 1889
- Synodontis rebeli Holly, 1926
- Synodontis resupinatus Boulenger, 1904
- Synodontis ricardoae Seegers, 1996
- Synodontis robbianus Smith, 1875
- Synodontis robertsi Poll, 1974
- Synodontis ruandae Matthes, 1959
- Synodontis rufigiensis Bailey, 1968
- Synodontis rukwaensis Hilgendorf et Pappenheim, 1903
- Synodontis schall (Bloch et Schneider, 1801)
- Synodontis schoutedeni David, 1936
- Synodontis serpentis Whitehead, 1962
- Synodontis serratus Rüppell, 1829
- Synodontis smiti Boulenger, 1902
- Synodontis soloni Boulenger, 1899
- Synodontis sorex Günther, 1864
- Synodontis steindachneri Boulenger, 1913
- Synodontis tanganyicae Borodin, 1936
- Synodontis tessmanni Pappenheim, 1911
- Synodontis thamalakanensis Fowler, 1935
- Synodontis thysi Poll, 1971
- Synodontis tourei Daget, 1962
- Synodontis unicolor Boulenger, 1915
- Synodontis vanderwaali Skelton et White, 1990
- Synodontis velifer Norman, 1935
- Synodontis vermiculatus Daget, 1954
- Synodontis victoriae Boulenger, 1906
- Synodontis violaceus Pellegrin, 1919
- Synodontis voltae Roman, 1975
- Synodontis waterloti Daget, 1962
- Synodontis woosnami Boulenger, 1911
- Synodontis xiphias Günther, 1864
- Synodontis zambesensis Peters, 1852
- Synodontis zanzibaricus Peters, 1868

## Galerie de photos

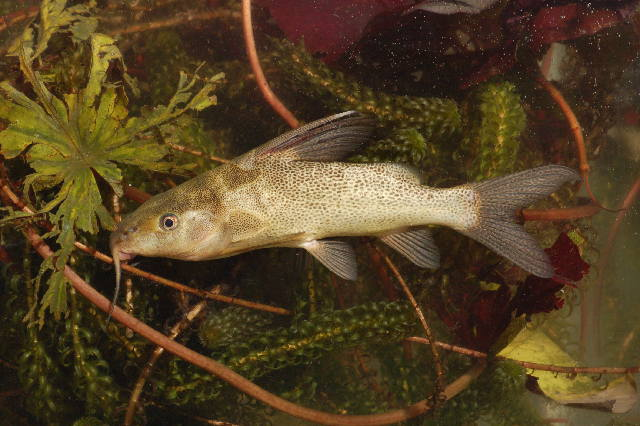
Synodontis thamalakanensis
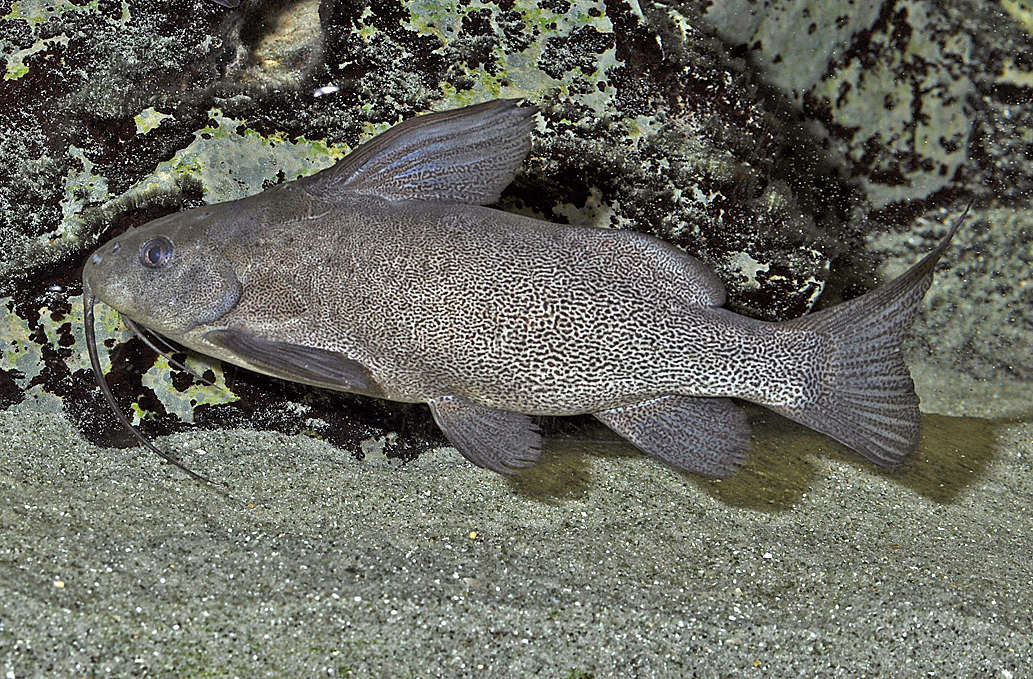
Synodontis vanderwaali
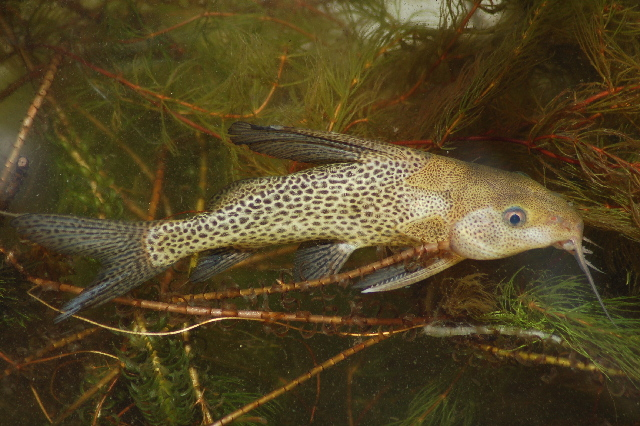
Synodontis woosnami